# Cerylon rarum
Cerylon rarum is een keversoort uit de familie dwerghoutkevers (Cerylonidae). De wetenschappelijke naam van de soort werd in 1962 gepubliceerd door Pope.